# Santa Lucía en Silice (título cardenalicio)
El título cardenalicio de Santa Lucía en Silice  (o en Orpha) es una de las 7 diaconías originales. Fue erigida por el papa Silvestre I alrededor de 314. El título reside en la Iglesia de Santa Lucía en Selci, construida alrededor de 630 por orden del papa Honorio I y asignada por el papa Agatón a uno de los siete diáconos, alrededor de 678. Fue suprimida en 1587 por el papa Sixto V.

## Titulares
- Stefano (1099 - circa 1123)
- Stefano Stornato (1125 - 1130) pseudocardenal de Anacleto II (antipapa)
- Vacante (1130 - 1132)
- Stefano Stornato (1132 - 1137) vuelve a la obediencia del papa Inocencio II
- Ugo (17 de diciembre de 1143 - 19 de mayo de 1744)
- Niccolò (1191 - 1200)
- Cencio Savelli, C.R.L. (20 de febrero de 1193 - 1200)
- Leone Brancaleone, C.R.S.A. (diciembre 1200 - 1202)
- Pelagio Galvani, O.S.B. (1205 - 1210)
- Rainiero, C.R.S.A. (1213 – 18 de junio de 1217 )
- Francesco Napoleone Orsini (17 de diciembre de 1295 - 1312)
- Gaillard de la Mothe (o Lamotte) (17 de diciembre de 1316 - 20 de diciembre de 1356)
- Philibert Hugonet, título pro hac vice (17 de mayo de 1473 - 17 de agosto de 1477)
- Georg Hesler, título pro hac vice (12 de diciembre de 1477 - 21 de septiembre de 1482)
- Hélie de Bourdeilles, O.F.M.Conv. (15 de noviembre de 1483 - 5 de julio de 1484)
- Hipólito de Este (23 de septiembre de 1493 - 3 de septiembre de 1520)
- Vacante (1520 - 1540)
- Giacomo Savelli (16 de abril de 1540 - 8 de enero de 1543)
- Ranuccio Farnese, O.B.E. (5 de mayo de 1546 - 8 de octubre de 1846)
- Vacante (1546 - 1551)
- Alessandro Campeggi, título pro hac vice (4 de diciembre de 1551 - 21 de septiembre de 1554)
- Johann Gropper (13 de enero de 1556 - 13 de marzo de 1559)
- Innico d'Avalos d'Aragona, O.S. (3 de junio de 1561 - 30 de julio de 1563)
- Luis de Este (22 de octubre de 1563 - 31 de julio de 1577)
- Vacante (1577 - 1587)
- Diaconía suprimida en 1587